# Acero bulat
El acero bulat es un tipo de acero muy conocido en Rusia desde la Edad Media y muy mencionado en las leyendas de origen eslavo. El nombre bulat en ruso es una transliteración de la palabra de origen persa pulad que significa acero. No existen fuentes documentadas que enlacen las fuentes de este acero en Persia. Es muy posible que el proceso de elaboración de este acero haya tenido influencias del acero wootz.

## Historia
El secreto de la manufactura del acero se perdió. El ingeniero metalúrgico Pavel Petrovich Anosov logró copiar algunas propiedades del metal en el año 1838, cuando completaba los años de estudio dedicados al acero de Damasco empleado en las espadas. El acero bulat se empezó a emplear en la construcción de cañones hasta la llegada del proceso de Bessemer que fue capaz de elaborar aceros de calidad similar con menos coste.
Anosov entró como cadete en la Escuela Minera de San Petersburgo en 1810, lugar donde el acero de Damasco de las espadas se enseñaba en cajas de muestrario. Por aquel entonces se empezó a entusiasmar con el mundo de las espadas. En noviembre del año 1817 fue destinado a las factorías de Zlatoust, que son una región minera en el sur de los montes Urales, lugar donde llegaría a ser ascendido al cargo de inspector del "departamento de decoración de armas".
En este lugar volvió a tener contacto con el acero damasquinado de origen europeo (acero que no era nada más que acero de soldadura y no muy similar), pronto se encontró que este acero no era de tanta calidad como el original procedente de Oriente Medio. Anosov se puso a trabajar con diversas técnicas de templado y decidió duplicar el templado del acero de Damasco. De esta forma desarrolló un método que incrementó la dureza de sus aceros.

## Estructura
El acero al carbono está compuesto principalmente de dos componentes: hierro puro, en la forma de ferrita, y cementita o carburo de hierro, un compuesto de hierro y carbono. La cementita es muy dura y quebradiza, su dureza es cerca de 640 en la escala Brinell, mientras que la ferrita es solo 200. La cantidad de carbono y el régimen de enfriado de sus piezas determinan las cualidades cristalinas y químicas del acero final. En el acero bulat, el proceso de lento enfriado permite a la cementita precipitar en pequeñas micro partículas entre los cristales de ferrita y generar de esta forma patrones de forma aleatoria. El color del carburo es oscuro mientras que el del acero es gris. Esta mezcla deja los patrones tan famosos del acero damasquinado.
La cementita es esencialmente un material cerámico; esta propiedad ayuda a proporcionar un filo prolongado tan afamado de los aceros bulat y de damasco, famoso por sus navajas, cuchillos y espadas. Famoso hasta el advenimiento en la cocina de los cuchillo cerámicos. La cementita es muy inestable y se descompone fácilmente entre temperaturas que van entre 600-1100°C en ferrita y carbono, de esta forma hay que tener presente que este tipo de aceros pierden sus cualidades en este rango de temperaturas.